# Agata Zubel
Agata Zubel-Moc, także Agata Zubel (ur. 25 stycznia 1978 we Wrocławiu) – polska kompozytorka, śpiewaczka i pedagożka.
Laureatka licznych nagród zarówno jako wokalistka, jak i kompozytorka. Dokonuje wielu prawykonań i nagrań dzieł współczesnych kompozytorów.

## Życiorys
Urodziła się we Wrocławiu, gdzie ukończyła z wyróżnieniem Primus Inter Pares studia kompozytorskie w Akademii Muzycznej im. Karola Lipińskiego w klasie Jana Wichrowskiego oraz wokalne pod kierunkiem Danuty Paziuk-Zipser. W szkole podstawowej i średniej grała na perkusji, co pozwalało jej na bardziej sonorystyczne podejście do muzyki.
Następnie kontynuowała studia w Conservatorium Hogeschool Enschede w Holandii oraz na licznych kursach. Była stypendystką m.in. Ministerstwa Kultury i Dziedzictwa Narodowego (2000–2002), Zarządu Miasta Wrocławia (2001–2002), Ernst von Siemens Musikstiftung (2001) oraz Fundacji Edukacji Międzynarodowej (2002).
Od 2002 jest wykładowcą Akademii Muzycznej we Wrocławiu. W 2004 uzyskała stopień doktora sztuk muzycznych. W 2014 habilitowała się w dyscyplinie kompozycja i teoria muzyki na Akademii Muzycznej w Krakowie na podstawie dzieła Utwór nad Pieśniami na głos, wiolonczelę, chór i orkiestrę.
Jako wokalistka brała udział w wielu wydarzeniach muzycznych. Współtworzy z Cezarym Duchnowskim duet ElettroVoce. Współpracowała z takimi zespołami, jak Klangforum Wien, musikFabrik, London Sinfonietta, Eighth Blackbird Ensemble, Seattle Chamber Players. Latem 2004 uczestniczyła w eksperymentalnym projekcie improwizacji podczas koncertu zamówionego przez organizatorów
Międzynarodowych Letnich Kursach Nowej Muzyki w Darmstadcie.
W jej repertuarze specjalne miejsce zajmuje muzyka najnowsza. Dokonała wielu prawykonań i nagrań dzieł współczesnych twórców, dała się również poznać jako wykonawczyni Chantefleurs et Chantefables W. Lutosławskiego (Musica Polonica Nova 2006), DW9 B. Langa (Warszawska Jesień 2004), Gwiazdy Zygmunta Krauzego (adaptacja elektroakustyczna C. Duchnowskiego w Teatrze Polskim we Wrocławiu 2005), czy też roli Fedry w operze Dobromiły Jaskot pod tym samym tytułem (Teatr Wielki-Opera Narodowa 2006). Koncertowała także za granicą: we Włoszech, w Belgii, Szwajcarii, Francji, Holandii, Austrii, Portugalii, Niemczech, Wielkiej Brytanii, Irlandii, Rosji, na Ukrainie, Litwie i Łotwie, w Grecji, Danii, Szwecji, Norwegii, Finlandii, Korei Południowej, Kanadzie i Stanach Zjednoczonych. W 2023 została odznaczona Brązowym Krzyżem Zasługi.

## Wybrane nagrody i wyróżnienia
Jest beneficjentką prestiżowych zamówień kompozytorskich, m.in. Deutsche Welle (np. II Symfonia, która miała swoje prawykonanie podczas Festiwalu Beethovenowskiego w Bonn, w 2005), Festival Ultraschall w Berlinie, Festiwal Muzyki Europy Środkowej w Seattle, Fundacji Rockefellera, Wratislavia Cantans, a także licznych stypendiów i grantów, w tym dwukrotnie Wrocławskiej Nagrody Muzycznej (2005, 2008) oraz laureatką Paszportu „Polityki” (2004).
| Rok  | Kategoria                                 | Tytułem                                          | Nagroda | Nota                             | Źródło        |
| ---- | ----------------------------------------- | ------------------------------------------------ | --- | -------------------------------- | ------------- |
| 1999 | Muzyka poważna                            | Agata Zubel za Lumière                           | Ogólnopolski Konkurs Kompozytorski im. A. Panufnika w Krakowie                                              | I nagroda                        | [ 1 ] [ 2 ]   |
| 2000 | Muzyka poważna                            | Agata Zubel za Piosenkę o końcu świata           | Ogólnopolski Konkurs Kompozytorski im. A. Didura w Sanoku                                                   | I nagroda i nagroda specjalna PR | [ 1 ] [ 2 ]   |
| 2002 | Muzyka poważna kategoria solistów (śpiew) | Agata Zubel                                      | Międzynarowy Konkurs Współczesnej Muzyki Kameralnej im. K. Pendereckiego w Krakowie                         | I nagroda                        | [ 1 ] [ 8 ]   |
| 2003 | Muzyka poważna                            | Agata Zubel                                      | Konkurs Muzyki XX i XXI wieku dla Młodych Wykonawców w Warszawie                                            | nagroda główna                   | [ 1 ] [ 2 ]   |
| 2003 | Muzyka poważna                            | Agata Zubel za Re-Cycle                          | Międzynarowy Konkurs Kompozytorski im. Piotra I. Jurgensona w Moskwie                                       | II nagroda                       | [ 1 ] [ 2 ]   |
| 2003 | Muzyka poważna                            | Agata Zubel                                      | Międzynarodowy Konkurs Interpretacji Muzyki Współczesnej dla Profesjonalnych Solistów „Nicati” w Szwajcarii | III nagroda                      | [ 1 ] [ 2 ]   |
| 2005 | Muzyka poważna                            | duet ElettroVoce (Agata Zubel/Cezary Duchnowski) | Międzynarodowy Konkurs Wykonawców Muzyki Współczesnej „Gaudeamus” w Amsterdamie                             | nagroda specjalna                | [ 1 ] [ 2 ]   |
| 2005 | Muzyka poważna                            | Agata Zubel                                      | Paszport „Polityki” 2004                                                                                    | laur                             | [ 9 ]         |
| 2010 | Album roku muzyka współczesna             | Cascando                                         | Fryderyki 2010                                                                                              | laur                             | [ 10 ]        |
| 2013 | Osobowość roku                            | Agata Zubel                                      | Koryfeusz Muzyki Polskiej                                                                                   | nominacja                        | [ 11 ]        |
| 2013 | Muzyka poważna                            | Agata Zubel za Not I                             | 60. Międzynarodowa Trybuna Kompozytorów UNESCO w Pradze                                                     | I nagroda                        | [ 2 ] [ 12 ]  |
| 2014 | Osobowość roku                            | Agata Zubel                                      | Koryfeusz Muzyki Polskiej                                                                                   | nominacja                        | [ 13 ]        |
| 2014 | Najlepszy współczesny utwór               | Agata Zubel za Not I                             | Polonica Nova                                                                                               | nagroda                          | [ 14 ] [ 15 ] |
| 2016 | Osobowość roku                            | Agata Zubel                                      | Koryfeusz Muzyki Polskiej                                                                                   | laur                             | [ 16 ]        |
| 2018 | Najlepszy utwór                           | Agata Zubel za Fireworks                         | Festiwal Young Euro Classic w Berlinie                                                                      | Europejska Nagroda Kompozytorska | [ 17 ] [ 18 ] |
| 2019 | Kompozytor                                | Agata Zubel                                      | Koussevitzky Music Foundation (fundacja Siergieja Kusewickiego)                                             | stypendium                       | [ 19 ]        |

W październiku 2017 otrzymała Brązowy Medal „Gloria Artis”. Jest członkinią zwyczajną Związku Kompozytorów Polskich.

## Życie prywatne
Jest żoną kompozytora Michała Moca.

## Wybrane kompozycje
(na podstawie materiałów źródłowych)
|  | - Piosenki na chór dziecięcy (1993) - Alla Bergerette na trąbkę i fortepian (1994) - Cyklofrenia na dwóch perkusistów i orkiestrę smyczkową (1995) - Nenufary na kwartet smyczkowy (1996) - Deszcz jesienny na chór mieszany, orkiestrę smyczkową, trąbkę i harfę (1997) - Wariacje na kwintet werblowy (1997) - Sekstet werblowy (1997) - Lumière pour percussion solo (1997) - Nokturn na skrzypce solo (1997) - Urodziny na chór mieszany a cappella do słów Wisławy Szymborskiej (1998) - Trzy miniatury na fortepian (1998) - Piosenka o końcu świata na głos, recytatora i zespół instrumentalny do słów Czesława Miłosza (1998) - Rozważania na chór mieszany a cappella do wierszy Jana Twardowskiego (1999) - Ragnatela na fagot i orkiestrę smyczkową (1999) - Ballada na głos, perkusję i taśmę (1999) - Ludia i Fu na gitarę solo (1999) - Zdjęcia z albumu na marimbę i kwartet smyczkowy (2000) - Parlando na głos i komputer (2000) - Trivellazione a percussione na perkusję (2000) - Lentille na orkiestrę smyczkową, głos i akordeon (2001) - Re-Cycle dla pięciu perkusistów (2001) - I Symfonia na orkiestrę (2002) - Nelumbo na cztery marimby (2003) | - Unisono I na głos, perkusję i komputer (2003) - Unisono II na głos, akordeon i komputer (2003) - Concerto Grosso na flety proste, skrzypce barokowe, klawesyn i dwa chóry (2004) - Opowiadania na głos i fortepian preparowany (2004) - II Symfonia na 77 wykonawców (2005) - Cascando na głos, flet, klarnet, skrzypce i wiolonczelę (2007) - nad Pieśniami na głos, wiolonczelę, chór i orkiestrę (2007) - III Symfonia na podwójną trąbkę i orkiestrę symfoniczną (2010) - NOT I na głos, zespół instrumentalny i elektronikę (2010) - Aforyzmy na Miłosza (2011) - Ulicami ludzkiego miasta na zespół instrumentalny (2011) - Percussion Store na perkusję i orkiestrę symfoniczną (2012) - Labirynt na głos i 4 instrumenty (2012) - What is the Word na głos, flet, skrzypce, wiolonczelę i fortepian (2012) - In na wielką orkiestrę symfoniczną (2013) - Lullaby na chór mieszany a cappella (2013) - Pomiędzy odpływem myśli a przepływem snu na głos, fortepian i orkiestrę smyczkową (2013) - Cadenza na skrzypce solo (2013) - Where to na zespół instrumentalny (2014) - II Koncert fortepianowy (2021) - Outside the Realm of Time (2022) |

## Dyskografia
- 2015 Znikąd historie
- 2015 Dream Lake
- 2014 Not I
- 2013 Plamy na słońcu. El-Derwid
- 2010 Cascando
- 2009 Poems – Agata Zubel: sopran; Marcin Grabosz – fortepian
- Andrzej Krzanowski in memoriam – Agata Zubel i Kwartet Śląski
- ElettroVoce (Agata Zubel – głos, Cezary Duchnowski – fortepian, głos, fortepian preparowany i elektronika)
- Warsaw Autumn 2006. CD no. 4. Nono, Zubel, Bujarski. Agata Zubel – II Symfonia; Orkiestra Symfoniczna Akademii Muzycznej w Krakowie, dyr. Wojciech Czepiel
- Agnieszka Duczmal i Orkiestra Kameralna Polskiego Radia Amadeus Vol.11. Bacewicz, Pstrokońska-Nawratil, Zubel, Ptaszyńska, Sikora. Agata Zubel – Piosenka o końcu świata na głos, recytatora i zespół kameralny. Agata Zubel – głos, Orkiestra Kameralna Polskiego Radia Amadeus, dyr. Agnieszka Duczmal
- Deutsche Welle. Beethoven, Zubel, Paderewski. Agata Zubel – II Symfonia; Orkiestra Symfoniczna Akademii Muzycznej w Krakowie, dyr. Wojciech Czepiel
- Warsaw Autumn 2005. CD no. 1. Stachowski, Górecki, Wielecki, Zych, Bargielski. Zbigniew Bargielski – Jeszcze noc, jeszcze dźwięk na mezzosopran i orkiestrę; Agata Zubel, Orkiestra Symfoniczna Filharmonii Narodowej, dyr. Takuo Yuasa
- Warsaw Autumn 2001. CD no. 6. Szalonek, Sikorski, Szymański, Zubel, Skrzypczak, Lasoń. Agata Zubel – Lentille na orkiestrę smyczkową, głos i akordeon; Agata Zubel – sopran, Michał Moc – akordeon, Orkiestra Kameralna AUKSO, dyr. Marek Moś
- Warsaw Autumn 2003. CD no. 2. Bortnowski, Duchnowski, Talma-Sutt, Mykietyn, Trębacz. Cezary Duchnowski – monada 2 na głos, trąbkę i komputer; Agata Zubel – głos, Piotr Wojtasik – trąbka, Cezary Duchnowski – komputer
- Warsaw Autumn 2004. CD no. 7. Darmstadt-Warszawa „Shared Spaces”: Agata Zubel – głos, Uwe Oberg – fortepian, Ernesto Molinari – klarnet, Uli Fussenegger – komputer, Marcus Weiss – saksofon, Adam Pierończyk – saksofon, Axel Dörner – trąbka, Uwe Dierksen – puzon, Carl-Ludwig Hübsch – tuba, Frank Wingold – gitara, Jacek Kochan – perkusja, Krzysztof Knittel – elektronika, Anna Jędrzejewska – elektronika, wideo, Robert Jędrzejewski – wiolonczela, Natasza Goerke – literatura
- VI Międzynarodowy Konkurs Współczesnej Muzyki Kameralnej imienia Krzysztofa Pendereckiego. Brodski, Oroń, Dziad, Zubel, Isphording, Bäter, Pałosz, Marucha, Jasiński, Micić. Luciano Berio – Sequenza III; Agata Zubel – głos
- 9 lat Studia Kompozycji Komputerowej Akademii Muzycznej we Wrocławiu. Krupowicz, Rupociński, Zubel, Duchnowski, Błońska, Kupczak, Bortnowski. Agata Zubel – Parlando na głos i komputer, Agata Zubel – głos. Sławomir Kupczak – Akwaforta na głos żeński i elektronikę, Agata Zubel – głos
- Universitas Cantat 2003. Krzesimir Dębski – II Symfonia Ver redit na wielką orkiestrę symfoniczną, chóry i solistów; Agata Zubel – sopran, Jorgos Skolias – wokalista jazzowy, chóry uczestniczące w festiwalu, Orkiestra Symfoniczna Akademii Muzycznej w Poznaniu, dyr. Krzesimir Dębski
- 2004 – Nagranie archiwalne dla Polskiego Radia z orkiestrą Amadeus Agnieszki Duczmal – A. Zubel Piosenka o końcu świata
- 2004 – Nagranie archiwalne dla Studia Eksperymentalnego Polskiego Radia – C. Duchnowski monada 3 na głos, fortepian i komputer – I Nagroda Radiofonii na Międzynarodowej Trybunie Muzyki Elektroakustycznej UNESCO w Rzymie 2004
- 2006 – Nagranie archiwalne dla Studia Eksperymentalnego Polskiego Radia – C.Duchnowski monada 2 na głos, trąbkę i komputer; Trawy rozczochrane na głos i komputer; A. Zubel Opowiadania na głos i fortepian preparowany; Duchnowski/Zubel Szymborskie improwizacje; R.Osada – Mimesis na głos, fortepian preparowany i elektronikę